# Amphispiza
Amphispiza is een monotypisch geslacht van vogels uit de familie van de  Amerikaanse gorzen. De enige soort:
- Amphispiza bilineata – Zwartkeelgors